# دورستن

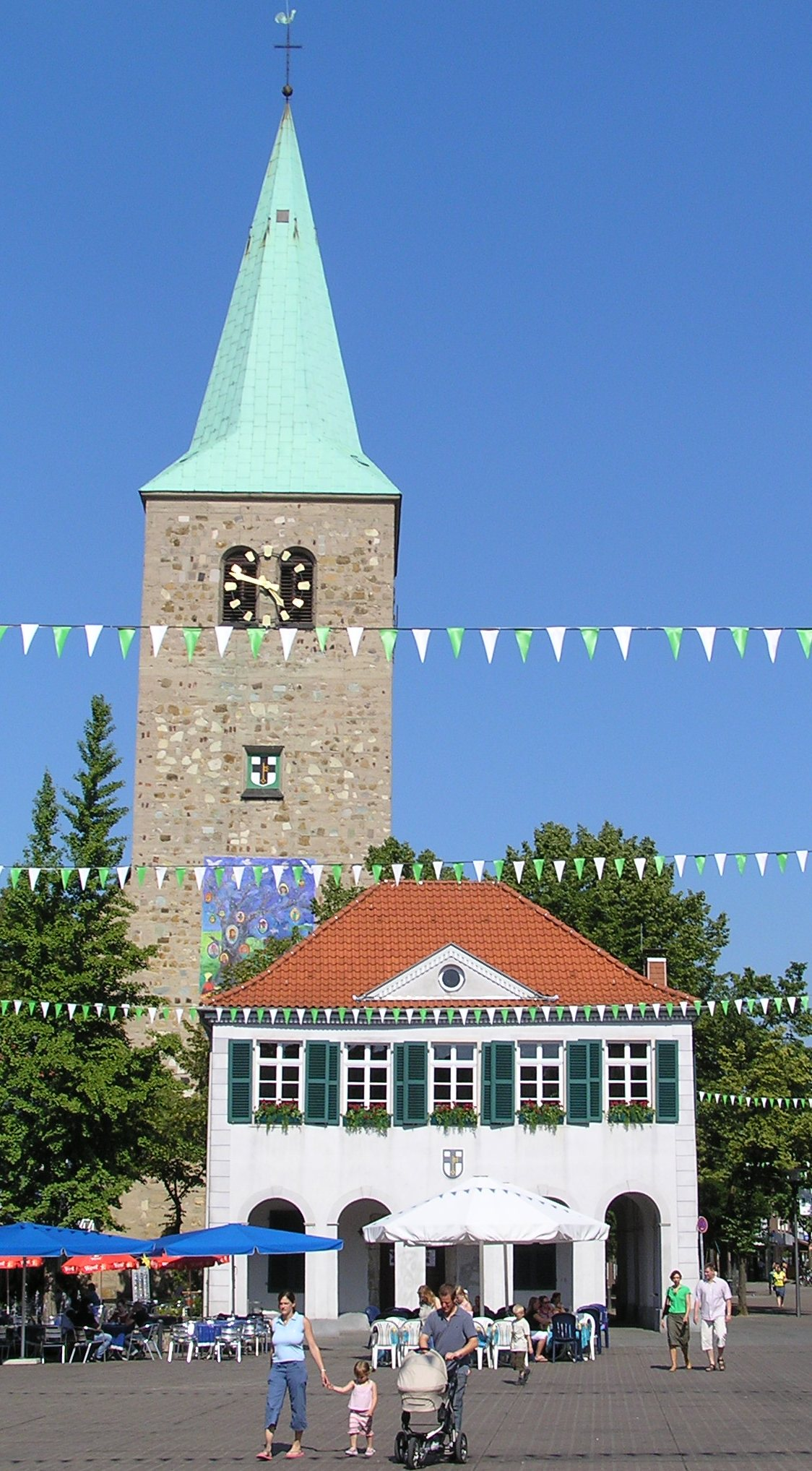
قاعة المدينة التاريخية وكاتدرائية سانت أغاتا

دروستن (بالألمانية: Dorsten) وهي مدينة تقع في قطاع رايكلنغوسن في مقاطعة شمال الراين-وستفاليا في غرب ألمانيا ويبلغ عدد سكانها حوالي 76 ألف نسمة ومساحتها 171 كلم مربع.
تقع دروستن على الحافة الغربية المطلة على وستفاليا راينلاند. في البلدة القديمة التاريخية تقع على الضفة الجنوبية لنهر يبي وقناة فيسيل-ديتلن ومنحت حقوق المدينة عام 1251. خلال القرن العشرين، تم توسيع المدينة في شمالها. في حين أن المناطق الشمالية من دروستن من قبل الريفية وبقيت ريفية مع القلاع التاريخية كثيرة، إلى الجنوب مباشرة من البلدة تبدأ منطقة الرور، أكبر تجمع حضري في ألمانيا مع أكثر من سبعة ملايين نسمة.
الاشتقاق اللغوي الدقيق للكلمة "Dorsten" غير معروف، وترك معنى اسم البلدة غير واضحة.

## التاريخ
تظهر الاكتشافات الأثرية أن المنطقة كانت بالفعل مأهولة بالسكان خلال العصر الحجري الحديث والعصر البرونزي، من حوالي 4000 قبل الميلاد وما بعده. أنشأ الرومان معسكر للجيش في (دروستن هولسفيرهاوسي\Dorsten - Holsterhausen) في 11 قبل الميلاد، ومرت الطقوس من خلال ذلك في 9 قبل الميلاد في طريقة إلى معركة غابة تويتوبورغ.
من حوالي 700 م وما بعده، بدأت مطرانية كولونيا التبشير في المنطقة المحيطة لدروستن، منحت دروستن حقوق المدينة عام 1251 م، نظرا لموقعها الجيد اقتصاديا والواقع على النهر يبي، أصبحت البلدة عضوا في الرابطة الهانزية من مدن الطريق التجاري الدولي وتحولت إلى أغنى بلدة في ريكلينغهاوزن الصدرية.
في العام 1488 ، أنشأ الرهبان الفرنسيسكان الدير التي لا تزال موجودة اليوم والتي تعتبر أقدم الأديرة الموجودة بشكل دائم في العالم من هذا النظام.
خلال الثورة الصناعية في القرن التاسع عشر عادت دروستن لازدهارها السابق. حيث وجدت مهن الغزل والنسيج والصناعات المعدنية الصب طريقهم إلى المدينة في عام 1912 وافتتح أول منجم للفحم. بين عامي 1929 و1975 ، أصبحت القرى المحيطة أحياء للمدينة بسبب توسعها التدريجي، قبل بضعة أيام فقط من انتهاء الحرب العالمية الثانية، تم تدمير البلدة القديمة التاريخية تماما تقريبا في غارة جوية للحلفاء. ومع ذلك ، بعد عام 1945 ، أعيد بناء مركز المدينة على أسس تاريخية، وبالتالي لا يزال يشبه شكله في القرون الوسطى اليوم.
ومن المعروف على نطاق واسع اليوم يوجد في دروستن المتحف اليهودي في وستفاليا التي تأسست في عام 1987. في عام 2001 ، أغلقت مناجم الفحم القديمة واحتفلت البلدة يوبيلها 750 مع المهرجان في البلدة القديمة.